# Joaquín Balaguer
Joaquin Antonio Balaguer Ricardo (ur. 1 września 1906 w Navarrete, zm. 14 lipca 2002 w Santo Domingo) – dominikański prawnik, pisarz oraz polityk, prezydent kraju w latach 1960–1962, 1966-1978 i ponownie 1986-1996.

## Życiorys
W latach 20. ukończył prawo na Universidad Autónoma de Santo Domingo, krótko studiował na Sorbonie. W latach 1932–57 pracował w administracji dyktatora Rafaela Trujillo. W 1957 został wiceprezydentem Dominikany. W 1960 roku Trujillo przyznał mu urząd prezydenta. Po śmierci dyktatora w 1961 roku, Balaguer próbował zliberalizować system i doprowadził do zniesienia sankcji Organizacji Państw Amerykańskich. Reformy Balaguera budziły w społeczeństwie mieszane uczucia - dawni stronnicy Trujillo uważali, że idą za daleko, natomiast jego przeciwnicy uznali je za niewystarczające. Kraj pogrążył się w fali politycznej przemocy a w 1962 roku miejsce miał wojskowy zamach stanu. W wyniku puczu Balaguer został zmuszony do rezygnacji i wyjazdu do Stanów Zjednoczonych. W 1964 roku stanął na czele opozycyjnej Partii Reformistycznej.
Do kraju powrócił po zbrojnej interwencji Stanów Zjednoczonych w 1965 roku. W 1966 roku z powodzeniem wystartował w wyborach prezydenckich. Jego rządy charakteryzowały się politycznym umiarkowaniem i stabilnym wzrostem gospodarczym dzięki któremu udało się wprowadzić niewielkie reformy społeczne. W latach 1970 i 1974 zyskał reelekcję (być może dostąpił je drogą oszustw wyborczych). Ostatnie lata jego rządów charakteryzowały się ponownym wybuchem politycznej przemocy, wzrostem inflacji i fizyczną eliminacją przeciwników. W 1978 roku przegrał wybory z kandydatem opozycji, Antonim Guzmánem Fernándezem. Bezskutecznie kandydował w 1982 roku. Do prezydentury powrócił w 1986 roku wygrywając wybory z ramienia Chrześcijańsko-Społecznej Partii Reformistycznej. Ponownie wygrał w 1990 i 1994 roku (wybory prawdopodobnie sfałszowano). W 1996 roku pod presją międzynarodową ustąpił ze stanowiska.